# Arycanda xanthosoma
Arycanda xanthosoma är en fjärilsart som beskrevs av W. Warren 1899. Arycanda xanthosoma ingår i släktet Arycanda och familjen mätare. Inga underarter finns listade i Catalogue of Life.